# 永嶋啓司
永嶋 啓司（ながしま けいじ、1955年9月15日 - ）は東京都渋谷区出身のアナウンサー。

早稲田大学第一文学部卒業後、1979年に日本短波放送（現在の日経ラジオ社、愛称はラジオNIKKEI）へ入社した。主に競馬中継を担当していたが、後に自ら志願して経済番組に異動し、マーケットTODAYなどに出演した。その後、2007年4月からは同局携帯公式サイトの音声コラム「株デカ・ワンポイント」を担当していたが、現在は終了している。

## 出演していた番組
- 中央競馬実況中継 [1]
- サンデーポップス[1]
- マーケットTODAY

## GIレース実況歴
- 皐月賞（1992年）
- 安田記念（1984年、1986年、1990年、1993年）
- 優駿牝馬（1987年、1991年）
- 天皇賞（秋）（1989年）
- 朝日杯3歳ステークス（1989年）
- スプリンターズステークス（1992年）